# Атлантида

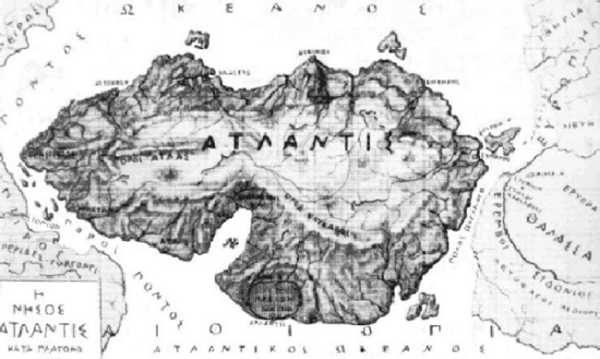
Карта Атлантиди за Патроклом Компанакісом (1891)

Атланти́да (грец. Ατλαντίδα) — міфічний зниклий острів або континент; Платон у діалогах «Критій» і «Тімей», посилаючись на давньоєгипетські перекази, що їх Солон почув від єгипетських жерців, повідомляє, що Атлантида нібито була квітучою державою, якою правили могутні володарі, а з мешканцями острова — атлантами — воювали предки афінян. Від назви острова походить назва Атлантичного океану.
Метафорично Атлантида — прекрасна заповідна країна; пошуки Атлантиди — самовіддані спроби зробити відкриття.

## Платонівська Атлантида

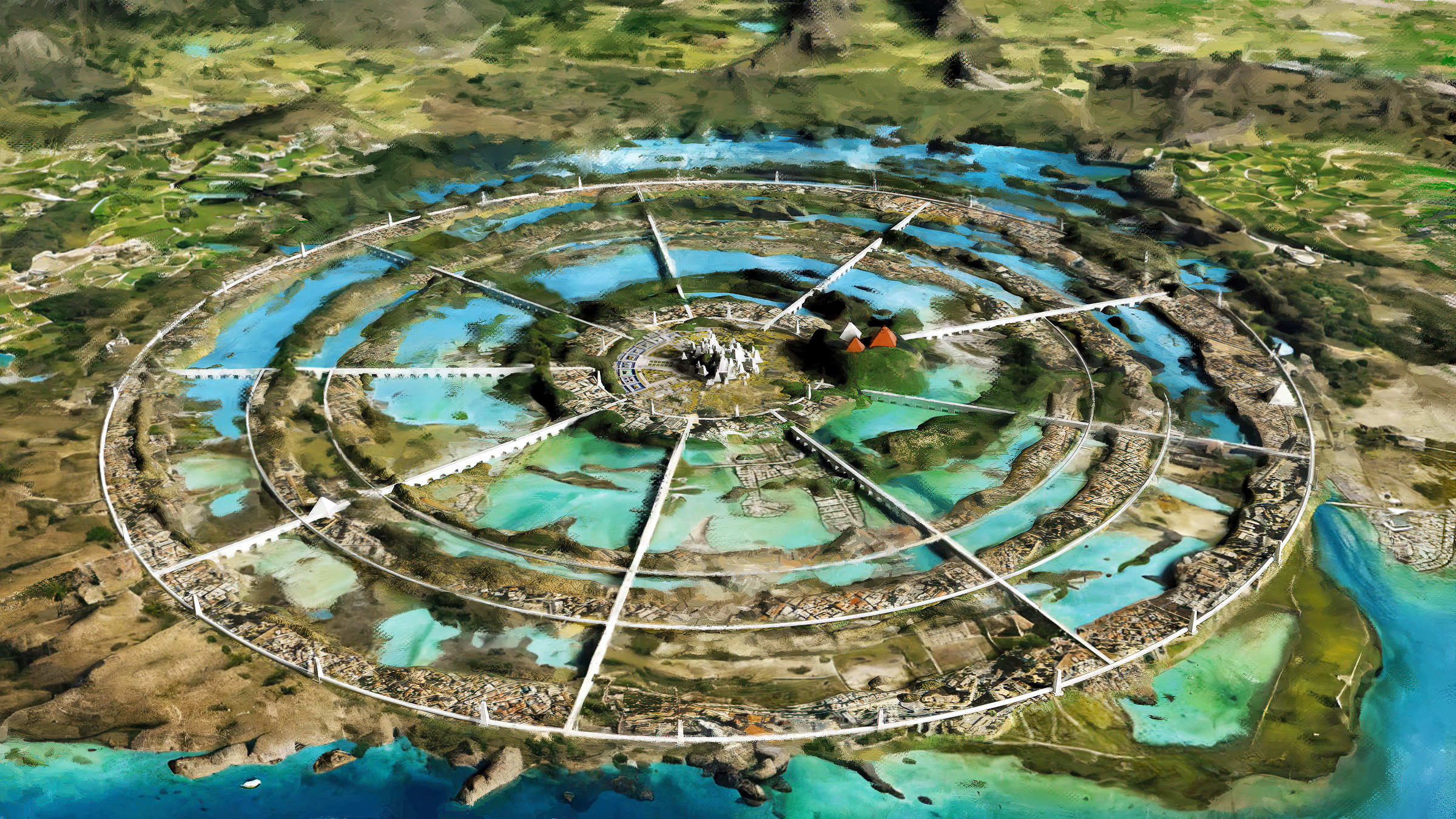
Фантазія на тему Платонівської Атлантиди

Платон описує Атлантиду як багатий острів, що знаходився в давнину за Геракловими стовпами. Завдяки цьому тоді було можливим досягти з інших островів, зупинившись в Атлантиді, далеких земель за морем. Влада її жителів, атлантів, поширювалася на сусідні острови, Лівію і Європу аж до Тірренії. Атланти тримали в страху всіх сусідів і мали величезну могутність. Предки афінян повстали проти атлантів і перемогли їх, попри зраду союзників, чим врятували від рабства всі інші народи. Коли згодом стався землетрус і потоп, наслані богами в покарання атлантам, Атлантида потонула, а разом з нею загинули армії греків, проте самі афіняни вціліли.

### Походження атлантів
Бог морів Посейдон отримав Атлантиду у володіння, коли боги жеребом ділили між собою землі. За розмірами вона перевищувала Лівію та Азію (відому грекам). Острів мав гори, які оперізували його краї, з невеликим виходом до моря. Між горами лежала величезна родюча долина, зрошувана каналами. В центрі височів пагорб, де жили цар Евенор, його дружина Левкіппа і дочка Клейто. Посейдон, після смерті правителів, закохався в Клейто і наділив Атлантиду напрочуд хорошими умовами. Він розділив долину трьома кільцями води, що зробило пагорб неприступним, адже люди тоді не знали судноплавства. На самому пагорбі Посейдон створив два джерела, гаряче і холодне, а землі зробив надзвичайно родючими, тому тамтешні жителі мали достаток у їжі.
Від Посейдона Клейто народила п'ять пар близнюків, які поділили між собою владу. Перший з них, званий Атлантом, отримав у володіння центр і став головним. Інші розділили володіння рештою земель Атлантиди, навколишніми островами й материками, як вказав Посейдон. Влада передавалася їхнім нащадкам від батька до старшого сина і атланти, процвітаючи, владарювали над іншими народами.

### Процвітання Атлантиди
Атлантида мала густі ліси, родючі поля, різноманітні родовища металів і слонів, що давало цінну слонову кістку, тож атланти швидко накопичили величезні багатства. Царі Атлантиди перекинули мости через кільця води, прокопали канали, звели святилища, палаци, гавані й корабельні та облаштували острів. В центрі Атлантиди було споруджено храм Клейто і Посейдона, обнесений золотою стіною, а також храм окремо Посейдона із золота, срібла, слонової кістки й орихалку. Кільця землі заповнювали святилища різним богам, гімнасії та житла. До Атлантиди прибували купці з усіх земель і канали постійно заповнювали кораблі.
Закони атлантів було записано на орихалковій стелі в храмі Посейдона; згідно з ними царі Атлантиди раз на кілька років збиралися разом аби вирішувати нагальні питання. Вони слідкували одне за одним, щоб ніхто не вчинив несправедливості чи злочину, вершили суд і приносити жертви богам. Атлантида поділялася на 60000 частин по 10 на 10 стадій, кожна з яких мала у випадку війни постачати частину чоловіків і колісниць до загального війська. Ніхто з царів атлантів не мав права іти війною на іншого, але коли будь-якому чужоземці оголошували війну, або спалахувало повстання, інші мусили його підтримати. Коли траплялося, що хтось з царських родичів вчинив злочин і мусить бути страчений, царі вирішували його долю голосуванням.

### Загибель Атлантиди
Царі Атлантиди довго правили справедливо і їхні землі процвітали. Але з часом божественна частка їхньої природи виродилася, а людська не могла розумно розпоряджатися багатствами та силою. Атланти загордилися та стали відступати від законів, ставши жадібними, розпусними і жорстокими. Вони почали завойовувати навколишні землі, врешті всі народи опинилися в небезпеці опинитися в рабстві атлантів. Зевс скликав інших богів на раду та постановив знищити Атлантиду. Предки афінян повстали проти загарбників і здобули перемогу, попри те, що були зраджені союзниками. На честь перемоги вони спорудили трофеї зі зброї атлантів.
Також у грецьких текстах згадується перемога амазонок над атлантами. Очолювані царицею Міріною, амазонки почали завоювання та досягнули навіть Атлантиди. Вони зруйнували столицю, змусили атлантів здатися, але Міріна збудувала нове місто й дозволила колишнім жителям оселитися там. Засліплені перемогами, амазонки дорогою назад необачно поснули. Плем'я горгон, чиє військо вони раніше розбили, оточило амазонок і вбило їх.
Після того, як атланти розгнівали богів своєю жадібністю до чужих земель, за одну добу земля під Атлантидою розверзлася і поглинула острів. На тому місці лишилося місце з мулом, яке відтоді неможливо перетнути кораблем.

## Трактування міфу про Атлантиду

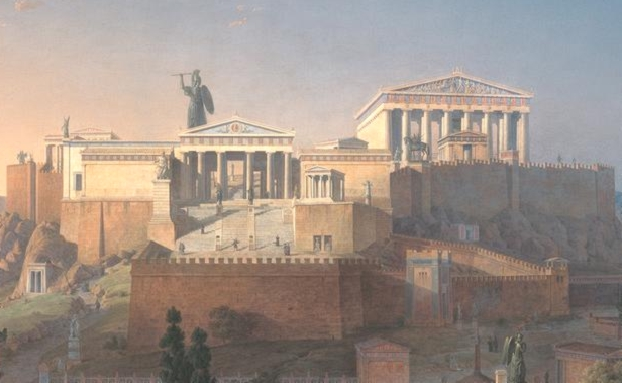
Афіни часів Платона, якими він можливо надихався, пишучи про Атлантиду

Давньогрецький філософ-неоплатонік Прокл вбачав у діалогах Платона про Атлантиду метафоричну оповідь про влаштування світу. Боротьба Атлантиди з пра-Афінами і перемога останніх вважалася ним образом творення Космосу, впорядкованого світу, як і міф про титаномахію. Атлантида за Проклом є символ титанів, Афіни символізують олімпійських богів, перемога яких означає остаточне впорядкування Космосу. Також титан Атлант був ворогом Зевса, а Афіна, одна з головних героїнь титаномахії, протегує не лише афінянам, але і їхнім предкам. Прокл писав у коментарях до діалогів Платона, що той, оповідаючи про Атлантиду, давав приклад перемоги розумного космічного начала над Хаосом і варварством. Міф про Атлантиду співвідноситься, за Проклом, і з місцевим аттичним переказом про суперечку Афіни і Посейдона за владу над містом Афінами.
Німецький філолог Карл Райнхардт вважав, що Афіни у Платона втілюють його ідеї про ідеальну державу. Атлантида ж є прикладом протилежної держави, яка спочатку має ідеальний устрій, але володіє рисами, які ведуть до морального занепаду її жителів та її самої. Це держава, де все точно виміряно і обчислено, справедливість замінена законом, а природа — спорудами. Таким чином, як вважав Райнхардт, Платон доносив думку, що небезпека для світу виходить не від диких орд, а від цивілізованого устрою, де штучність витіснила природність.
Дослідниками також помічено, що державі атлантів надаються ті самі характеристики, які є предметом критики Платона. Атлантида, могутня морська держава, відображає Афіни, якими їх мріяли бачити в часи Перікла. Так Платон застерігав що, будучи на вершині могутності, не слід забувати про розсудливість і справедливість, не прагнути нових завоювань, вже маючи все необхідне.

## Пошуки Атлантиди

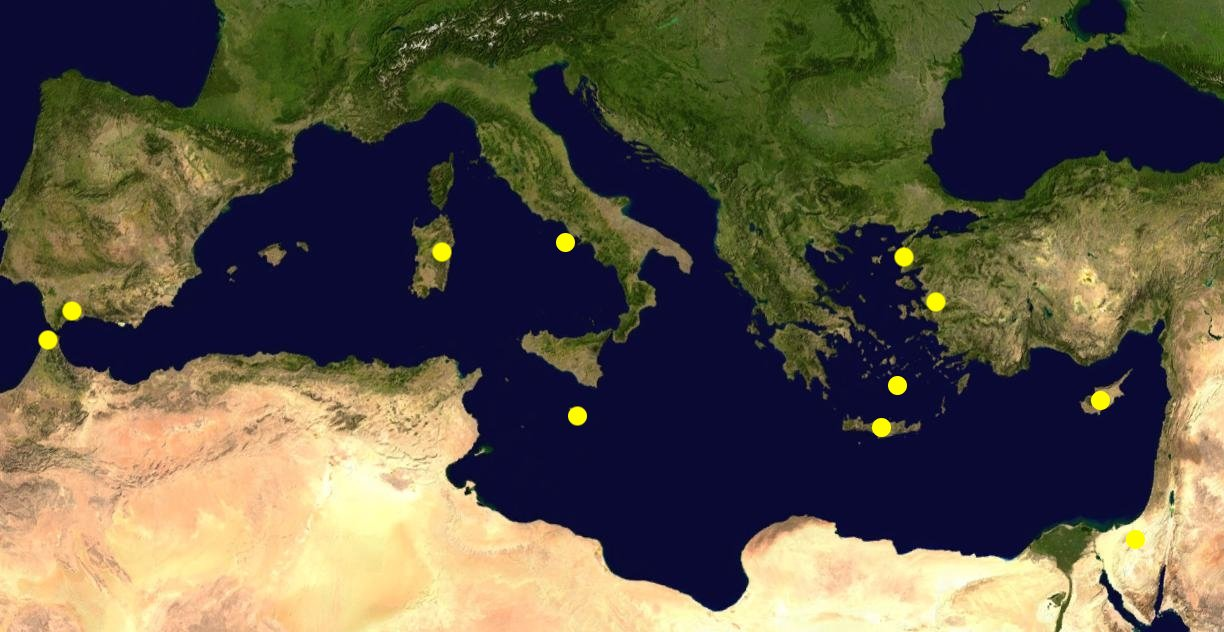
Гіпотетичні локалізації Атлантиди у Середземному морі

### Підстави віри в реальність Атлантиди
Віра в реальність Атлантиди спочатку була зумовлена деталями тексту Платона. Філософ посилався на Солона, що довідався про Атлантиду від єгипетських жерців, які мали статус зберігачів священних знань. Філософ Крантор, послідовник Платонового учня Ксенократа, часто наводиться як приклад мислителя, що вірив у реальність Атлантиди. Проте зі збережених уривків насправді неясно йшла мова про уявлення Крантора чи Платона. У II ст. н. е. римський історик Плутарх згадував цю історію в написаному ним «Житті Солона». Географ Страбон у I ст. н. е. розглядав можливість того, що міф про Атлантиду натхненний якимось реальним стихійним лихом. Утім, античні та середньовічні джерела мало розглядали конкретні розташування зниклого острова.
Інтерес до Атлантиди пожвавився в XIX ст. через відкриття європейськими колоністами подібностей в архітектурі Стародавнього Єгипту та корінних жителів Америки. Зокрема наявність пірамід по обидва боки Атлантичного океану спонукала до пошуків пояснень цього явища. Хоча ці піраміди різні за архітектурою та призначенням, схожості між ними зумовили уявлення, що в них спільне походження. Такі праці, як книги Ігнатіуса Донеллі, ще більше розширили це уявлення, описуючи Атлантиду як батьківщину цивілізації та людства взагалі.
Крім того впродовж історії ставалося багато затоплень заселених регіонів, оскільки люди часто селяться поблизу водойм. Тому в загибелі Атлантиди легко вбачати переказ про якусь реальну катастрофу.

### Гіпотези щодо розташування

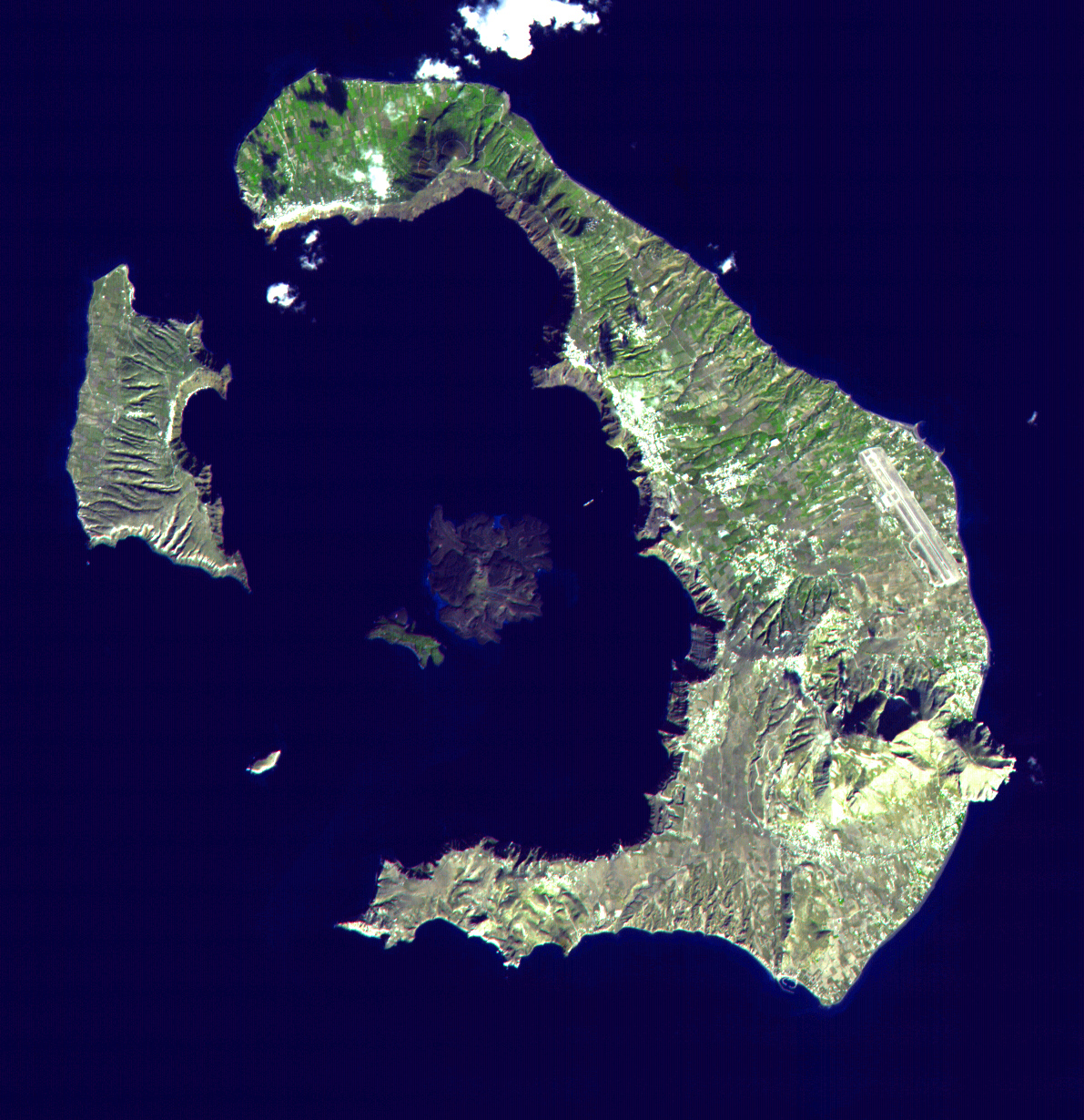
Санторіні, вибух якого імовірно став основою для міфу

Атлантичний океан. В Атлантиці (Північному морі) існувала населена суша Доггерленд, що поєднувала Британію з материком. Вона була затоплена в мезоліті близько 5 тис. років до н. е. і тепер є мілиною Доггер-банка. Імовірно, її затоплення відбулося в ході цунамі, спричиненого найбільшим з відомих зсувів ґрунту біля узбережжя Норвегії.
Інша версія ототожнює Атлантиду зі стародавнім містом Тартесс на південному заході Іспанії, що існувало в II—I тисячолітті до н. е. до приблизно 600 року до н. е. Згідно з Геродотом, Тартесс був багатим містом з великою гаванню. Греки імовірно знали тамтешню цивілізацію через торгівлю металами, що видобувалися в Тартессі.
Якщо вважати, що від Атлантиди лишилися острови, то на неї претендують нині підводні території біля Азорських і Канарських островів.
В «Одіссеї Кусто» як можливий залишок Атлантиди фігурувала дорога Біміні в першій серії фільму «Пошук „Каліпсо“ Атлантиди».
Середземне море. Кілька версій пов'язують затоплення Атлантиди з підвищенням рівня Середземного моря після останнього льодовикового періоду. Вірогідним розташуванням Атлантиди вказується Кікладське плато, затоплене близько 8 тис. років до н. е. після закінчення льодовикового періоду. Його залишки відомі як острови Кіклади. Інші версії поміщають Атлантиду в околицях острова Кіпр, Сардинії, Мальти, на узбережжі Туреччини.
Поширена думка, що міф про загибель Атлантиди виник через вулканічний вибух острова Тіри (Санторіну) в XIV ст. до н. е., від якого постраждав також Крит і занепала мінойська культура. На острові було велике мінойське місто, відоме як Акротирі. Проте вибух, хоча й завдав мінойцям великої шкоди, не був прямою причиною зникнення мінойської культури, що сталося суттєво пізніше. Мінойський Крит, який здійснював великий вплив на Єгипет і Італію, зазнав поразки від об'єднаних військ еллінських племен на чолі з афінянами в XII ст. до н. е.
З Атлантидою також ототожнювалися затоплені споруди острова Фарос, які опинилися на дні в ході землетрусу. Платон згадує, що в Атлантиді було багато слонів, у чому вбачається зв'язок з Фаросом, через який ввозили слонову кістку.
Образ Атлантиди міг виникнути через цивілізацію Мальти, що близько 3500 року до н. е. почала зводити на острові кам'яні храми. Культура мальтійських храмів проіснувала до 2200 року до н. е. і можливо загинула в результаті неконтрольованого землеробства та зміни клімату.
Дора Кацонопулу та Стівен Сотер запропонували в 2005 році, що Платон надихався виверженням вулкана біля міста Геліки в 373 році до н. е.; тобто, за кілька років до того, як описав Атлантиду.
Материкова Греція. Американський мистецтвознавець і археолог Роберт Лоренц Скрентон стверджував у 1949 році, що Атлантида була неолітичною цитаделлю з навколишніми дренажними системами на озері Копаїда в Беотії.
Чорне море. Німецькі дослідники Зігфрід і Крістіан Шоппе можливим місцем розташування Атлантиди вказували Чорне море. До 5500 років до н. е. на його північному заході існувала рівнина, остаточно затоплена в 5510 р. до н. е.
Український журналіст Анатолій Желєзний вважає, що міфи про Атлантиду і Всесвітній потоп виникли як спогади про падіння астероїда, що спричинило повсюдні цунамі.
Африка. Структура Ришат у Мавританії складається з концентричних кам'яних кілець діаметром 30 км. Хоча це теж один із кандидатів на Атлантиду, ця частина Африки востаннє була під водою близько 61 млн років тому. Німецький дослідник-аматор Міхаель Г'юбнер вважає, що Атлантида була на рівнині Сус-Масса на узбережжі Марокко. Там існує кальдероподібна кругла структура, що на думку дослідника відповідає центральному острову Атлантиди.
Америка. Відколи Христофор Колумб повернувся до Європи після своєї першої подорожі до Америки, багато європейців, усупереч тексту Платона, припускали, що він відкрив Атлантиду.
Антарктика. Чарльз Берліц та Еріх фон Денікен стверджували, що Атлантидою насправді є Антарктика, яка перемістилася до південного полюса і зледеніла внаслідок «зміщення земної кори».

## Атлантида в паранауці

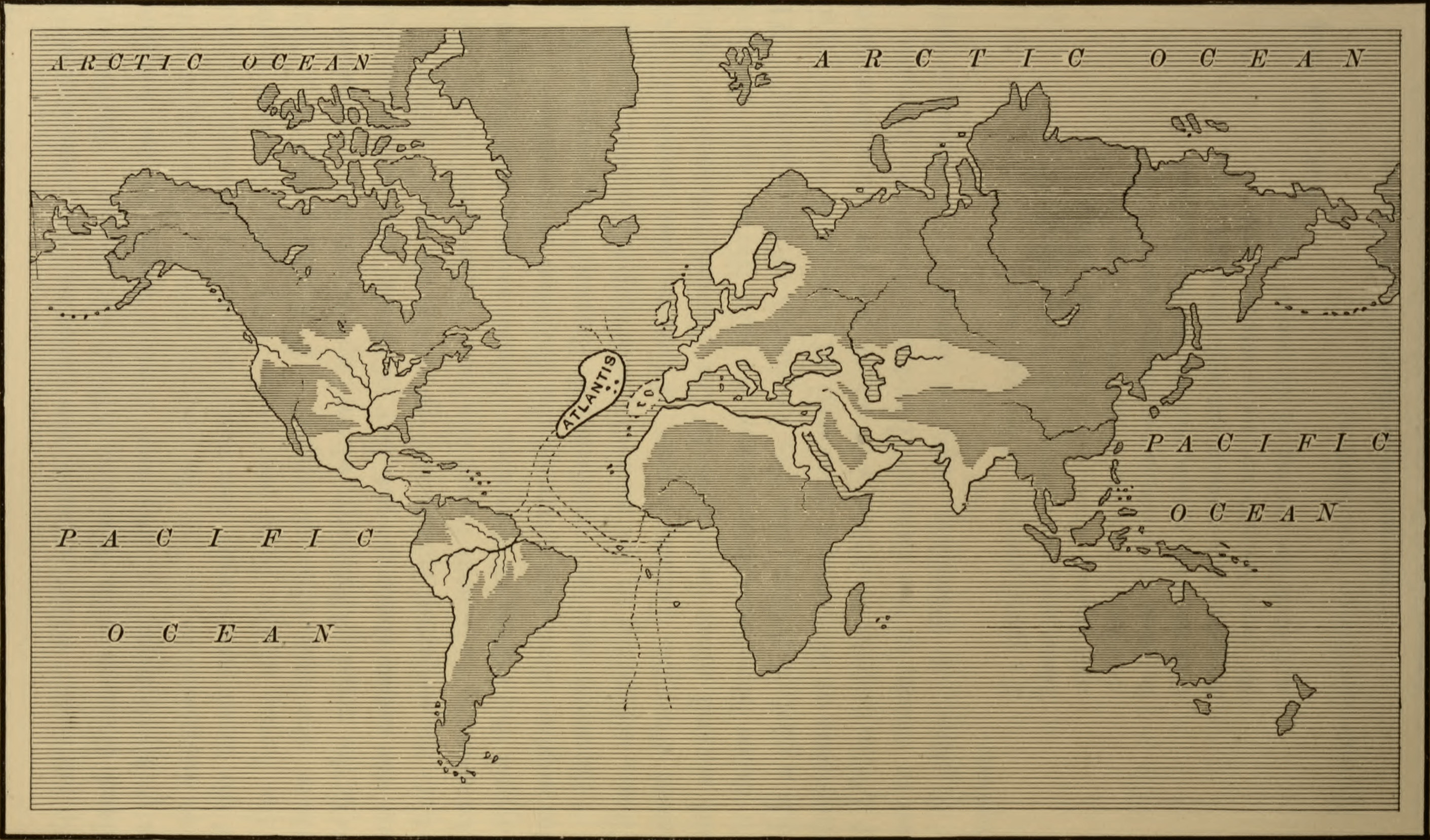
Володіння Атлантиди (білі) за Ігнатіусом Донеллі

Міфічний острів зустрічається у паранаукових концепціях як прабатьківщина людства, місце виникнення цивілізації. Декотрі представники паранауки вважають, що атланти навіть перевершували сучасну їм світову цивілізацію.
Ігнатіус Донеллі в книгах «Атлантида — допотопий світ» (1882) і «Раґнарьок — епоха вогню і смерті» (1883) виклав думку про те, що Атлантида начебто була фрагментом більшого материка, на якому виникла перша людська цивілізація. За Донеллі, атланти винайшли обробку металів, землеробство, науки та всі інші блага, якими підкорили відсталі народи і передали їм свої знання. Ця гіпотеза була розвинена такими окультистами і езотериками як Олена Блаватська, Рудольф Штайнер, Джеймс Черчвард, Едгар Кейсі і Грем Генкок. Значною мірою такий міф про Атлантиду був популяризований в другій половині XX ст. Дж. В. Лусом і Чарльзом Берліцом. За Ширлі Ендрюз і її книгою «Атлантида. За слідами зниклої цивілізації» (1997) атланти прибули в Атлантиду з Лемурії близько 100 000 років тому. Вони вивели кроманьйонців, встановили всесвітню мову, мали індустріальну цивілізацію, авіацію, і підтримували контакти з іншопланетянами.
Британський теософ Альфред Персі Сіннетт у 1882 році стверджував, що отримав від махатми Кут Хумі таємні відомості про Атлантиду. Мовляв, Атлантида дійсно існувала, проте єгипетські жерці повідомили Солону тільки про останній її фрагмент, Посейдонію. Насправді ж затоплення материка тривало тисячі років, а початково він займав великі території в Атлантичному океані. Атланти володіли знаннями, яких неможливо досягнути сучасною наукою, але деградували через самолюбство.
Низка езотериків, такі як Юліус Евола, пов'язували Атлантиду з Гіпербореєю. В першій половині XX ст. він висував расистську теорію білої атланто-нордичної раси, що нібито загинула через змішання з темношкірою лемурійською.

## Атлантида в фантастиці

Атлантида у «Зоряній брамі»

Атлантида часто описується у фантастиці, де переважно постає островом, на якому існувала високорозвинена цивілізація. Нерідко Атлантида зображується не загиблою, а певним чином вцілілою, хоча й прихованою.
З образом Атлантиди перегукується ідеальна країна, описана в «Утопії» Томаса Мора. В романі Жуля Верна «20000 льє під водою» вона згадується потопленою на дні океану через виверження вулкану. Чарльз Каткліф Гайн описував у книзі «Загублений континент: Історія Атлантиди» колишні героїчні, хоча й марні, спроби врятувати його від тиранії та природного катаклізму. «Аеліта» Олексія Толстого містить згадку, що високорозвинені атланти врятувалися, переселившись на Марс. Пол Андерсон у романі «Прощавай, Атлантидо!» описував її островом, що загинув через пробудження повстанцями проти влади древніх жорстоких богів. У «Безодні Маракота» Артура Конан Дойла дослідники знаходять атлантів, які пережили затоплення острова і продовжують існувати завдяки складним машинам. У «Сильмариліоні» Джона Толкіна згадується аналог міфу про Атлантиду — острів Нуменор, потоплений через моральне падіння його жителів. В коміксах DC та Marvel Атлантида затонула, проте населена народами, що отримали здатність дихати під водою. Роман Олександра Беляєва «Остання людина з Атлантиди» розповідає про походження легенди та знаходження Атлантиди. Вона також згадана як батьківщина марсіан у романі Олексія Толстого «Аеліта».
Фільм «Вожді Атлантиди» зображає знахідку дослідниками цього острова на дні океану та залишки його високорозвиненої цивілізації. Анімаційний фільм «Атлантида: Загублена імперія» описує пошуки цього острова і що залишок Атлантиди з її жителями вцілів під дном океану. Франшиза «Трансформери» неодноразово описує Атлантиду або як зниклу людську цивілізацію, або космічний корабель, колонію тощо, роботів-іншопланетян трансформерів. У телесеріалі «Зоряна брама: Атлантида» це насправді величезний космічний корабель іншопланетян, творців людства. В основу міфу про Атлантиду тут лягли перекази про корабель і його затоплення на іншій планеті.
Образ Атлантиди прослідковується в низці настільних ігор: континент Ультуан у Warhammer Fantasy, підводна цивілізація Ідонет в її послідовниці Age of Sigmar. У відеогрі Age of Mythology Атлантида — високорозвинена країна, що гине через війну зі злом, але частина її народу рятується. Походження наґів у Warcraft відсилає до загибелі Атлантиди. В Assassin's Creed Odyssey Атлантида була містом стародавньої цивілізації, затопленим аби не випустити з нього біологічну зброю, що загрожувала людям.
Тема Атлантиди розглядалася в українській фантастиці. Мирослав Капій у повісті «Країна блакитних орхідей» згадує Атлантиду як батьківщину марсіан. У повісті Василя Бережного «Археоскрипт» Атлантида вказана як одна зі стародавніх держав, технології якої значно перевершували рівень XX ст., але вона загинула у війні.